# Campeonato Europeu de Patinação Artística no Gelo de 2012
O Campeonato Europeu de Patinação Artística no Gelo de 2012 foi a centésima quarta edição do Campeonato Europeu de Patinação Artística no Gelo, um evento anual de patinação artística no gelo organizado pela União Internacional de Patinação (em inglês:  International Skating Union) onde os patinadores artísticos competem pelo título de campeão europeu. A competição foi disputada entre os dias 23 de janeiro e 29 de janeiro, na cidade de Sheffield, Inglaterra, Reino Unido.

## Eventos
- Individual masculino
- Individual feminino
- Duplas
- Dança no gelo

## Medalhistas
| Evento                        | Ouro                                        | Prata                                        | Bronze                                     |
| Individual masculino detalhes | Evgeni Plushenko · Rússia                   | Artur Gachinski · Rússia                     | Florent Amodio · França                    |
| Individual feminino detalhes  | Carolina Kostner · Itália                   | Kiira Korpi · Finlândia                      | Elene Gedevanishvili · Geórgia             |
| Duplas detalhes               | Tatiana Volosozhar · Maxim Trankov · Rússia | Vera Bazarova · Yuri Larionov · Rússia       | Ksenia Stolbova · Fedor Klimov · Rússia    |
| Dança no gelo detalhes        | Nathalie Péchalat · Fabian Bourzat · França | Ekaterina Bobrova · Dmitri Soloviev · Rússia | Elena Ilinykh · Nikita Katsalapov · Rússia |

## Resultados

### Individual masculino
| Medalha de ouro                                       | Evgeni Plushenko     | Rússia           | 261.23 | 157.52 (1) | 84.71 (2)  | 176.52 (1)  |  |  |
| Medalha de prata                                      | Artur Gachinski      | Rússia           | 246.27 | —          | 84.80 (1)  | 161.47 (2)  |  |  |
| Medalha de bronze                                     | Florent Amodio       | França           | 234.18 | —          | 78.48 (5)  | 155.70 (3)  |  |  |
| 4                                                     | Michal Březina       | República Tcheca | 229.30 | —          | 76.13 (6)  | 153.17 (4)  |  |  |
| 5                                                     | Tomáš Verner         | República Tcheca | 225.36 | —          | 81.14 (3)  | 144.22 (6)  |  |  |
| 6                                                     | Javier Fernández     | Espanha          | 222.26 | —          | 80.11 (4)  | 142.15 (7)  |  |  |
| 7                                                     | Samuel Contesti      | Itália           | 212.32 | —          | 66.86 (11) | 145.46 (5)  |  |  |
| 8                                                     | Brian Joubert        | França           | 207.83 | —          | 67.92 (10) | 139.91 (8)  |  |  |
| 9                                                     | Jorik Hendrickx      | Bélgica          | 204.63 | —          | 68.98 (8)  | 135.65 (9)  |  |  |
| 10                                                    | Sergei Voronov       | Rússia           | 195.89 | —          | 60.88 (14) | 135.01 (10) |  |  |
| 11                                                    | Alexander Majorov    | Suécia           | 193.18 | —          | 68.33 (9)  | 124.85 (11) |  |  |
| 12                                                    | Chafik Besseghier    | França           | 181.85 | —          | 63.12 (12) | 118.73 (13) |  |  |
| 13                                                    | Kim Lucine           | Mônaco           | 179.33 | —          | 57.64 (16) | 121.69 (12) |  |  |
| 14                                                    | Zoltán Kelemen       | Romênia          | 178.02 | 114.64 (2) | 60.12 (15) | 117.90 (14) |  |  |
| 15                                                    | Peter Liebers        | Alemanha         | 176.75 | —          | 61.08 (13) | 115.67 (16) |  |  |
| 16                                                    | Paolo Bacchini       | Itália           | 169.40 | —          | 55.77 (17) | 114.34 (18) |  |  |
| 17                                                    | Paul Fentz           | Alemanha         | 169.40 | 107.92 (4) | 51.74 (23) | 117.66 (15) |  |  |
| 18                                                    | Viktor Pfeifer       | Áustria          | 168.92 | —          | 53.58 (21) | 115.34 (17) |  |  |
| 19                                                    | Maciej Cieplucha     | Polônia          | 166.86 | 108.53 (3) | 54.17 (20) | 112.69 (19) |  |  |
| 20                                                    | Justus Strid         | Dinamarca        | 156.33 | 103.04 (6) | 54.71 (18) | 101.62 (21) |  |  |
| 21                                                    | Dmitri Ignatenko     | Ucrânia          | 154.88 | —          | 51.61 (24) | 103.27 (20) |  |  |
| 22                                                    | Alexei Bychenko      | Israel           | 141.19 | 106.19 (5) | 54.69 (19) | 86.50 (22)  |  |  |
| 23                                                    | Viktor Romanenkov    | Estônia          | 135.09 | 95.86 (8)  | 52.24 (22) | 82.85 (23)  |  |  |
| WD                                                    | Kevin van der Perren | Bélgica          | —      | —          | 71.05 (7)  | — (WD)      |  |  |
| Não avançaram para a patinação livre / programa longo |                      |                  |        |            |            |             |  |  |
| 25                                                    | Jason Thompson       | Reino Unido      | —      | 89.63 (13) | 51.42 (25) |             |  |  |
| 26                                                    | Pavel Kaška          | República Tcheca | —      | 93.10 (11) | 51.34 (26) |             |  |  |
| 27                                                    | Vitali Luchanok      | Bielorrússia     | —      | 98.28 (7)  | 48.32 (27) |             |  |  |
| 28                                                    | Slavik Hayrapetyan   | Armênia          | —      | 93.19 (10) | 45.75 (28) |             |  |  |
| 29                                                    | Ali Demirboga        | Turquia          | —      | 93.99 (9)  | 45.54 (29) |             |  |  |
| Não avançaram para o programa curto                   |                      |                  |        |            |            |             |  |  |
| 30                                                    | Laurent Alvarez      | Suíça            | —      | 90.70 (12) |            |             |  |  |
| 31                                                    | Márton Markó         | Hungria          | —      | 85.41 (14) |            |             |  |  |
| 32                                                    | Manol Atanassov      | Bulgária         | —      | 81.07 (15) |            |             |  |  |
| WD                                                    | Ari-Pekka Nurmenkari | Finlândia        | —      | — (WD)     |            |             |  |  |

### Individual feminino
| Medalha de ouro                                       | Carolina Kostner       | Itália           | 183.55 | —          | 63.22 (1)  | 120.33 (1) |
| Medalha de prata                                      | Kiira Korpi            | Finlândia        | 166.94 | —          | 61.80 (2)  | 105.14 (4) |
| Medalha de bronze                                     | Elene Gedevanishvili   | Geórgia          | 165.93 | —          | 57.14 (4)  | 108.79 (3) |
| 4                                                     | Polina Korobeynikova   | Rússia           | 164.13 | 109.73 (1) | 49.41 (12) | 114.72 (2) |
| 5                                                     | Viktoria Helgesson     | Suécia           | 160.82 | —          | 55.68 (5)  | 105.14 (5) |
| 6                                                     | Ksenia Makarova        | Rússia           | 159.59 | —          | 57.55 (3)  | 102.04 (7) |
| 7                                                     | Alena Leonova          | Rússia           | 158.78 | —          | 54.50 (6)  | 104.28 (6) |
| 8                                                     | Valentina Marchei      | Itália           | 146.84 | —          | 53.52 (7)  | 93.32 (9)  |
| 9                                                     | Yrétha Silété          | França           | 145.50 | 90.38 (4)  | 52.75 (8)  | 92.75 (11) |
| 10                                                    | Joshi Helgesson        | Suécia           | 145.11 | 96.27 (2)  | 52.32 (9)  | 92.79 (10) |
| 11                                                    | Jelena Glebova         | Estônia          | 141.92 | —          | 52.32 (10) | 89.60 (13) |
| 12                                                    | Natalia Popova         | Ucrânia          | 138.60 | 88.70 (5)  | 43.75 (19) | 94.85 (8)  |
| 13                                                    | Maé Bérénice Méité     | França           | 137.33 | —          | 49.86 (11) | 87.47 (15) |
| 14                                                    | Monika Simančíková     | Eslováquia       | 136.79 | 91.99 (3)  | 46.39 (14) | 90.40 (12) |
| 15                                                    | Sonia Lafuente         | Espanha          | 133.64 | —          | 47.34 (13) | 86.30 (16) |
| 16                                                    | Alina Fjodorova        | Letônia          | 133.48 | 87.82 (6)  | 44.37 (18) | 89.11 (14) |
| 17                                                    | Juulia Turkkila        | Finlândia        | 130.33 | —          | 45.65 (15) | 84.68 (17) |
| 18                                                    | Jenna McCorkell        | Reino Unido      | 125.41 | —          | 45.32 (16) | 80.09 (19) |
| 19                                                    | Isabelle Pieman        | Bélgica          | 122.13 | —          | 44.39 (17) | 77.74 (20) |
| 20                                                    | Romy Bühler            | Suíça            | 121.25 | —          | 38.14 (24) | 83.11 (18) |
| 21                                                    | Myriam Leuenberger     | Suíça            | 117.73 | —          | 41.77 (21) | 75.96 (21) |
| 22                                                    | Nathalie Weinzierl     | Alemanha         | 115.89 | —          | 42.56 (20) | 73.33 (22) |
| 23                                                    | Francesca Rio          | Itália           | 108.66 | 73.23 (7)  | 40.02 (22) | 68.64 (23) |
| 24                                                    | Karina Sinding Johnson | Dinamarca        | 92.12  | —          | 38.23 (23) | 53.89 (24) |
| Não avançaram para a patinação livre / programa longo |                        |                  |        |            |            |            |
| 25                                                    | Fleur Maxwell          | Luxemburgo       | —      | 67.35 (9)  | 37.06 (25) |            |
| 26                                                    | Kaat Van Daele         | Bélgica          | —      | 67.22 (10) | 35.11 (26) |            |
| 27                                                    | Chelsea Rose Chiappa   | Hungria          | —      | —          | 34.46 (27) |            |
| 28                                                    | Clara Peters           | Irlanda          | —      | 69.92 (8)  | 30.88 (28) |            |
| Não avançaram para o programa curto                   |                        |                  |        |            |            |            |
| 29                                                    | Birce Atabey           | Turquia          | —      | 65.98 (11) |            |            |
| 30                                                    | Kerstin Frank          | Áustria          | —      | 65.86 (12) |            |            |
| 31                                                    | Rimgailė Meškaitė      | Lituânia         | —      | 65.38 (13) |            |            |
| 32                                                    | Manouk Gijsman         | Países Baixos    | —      | 64.07 (14) |            |            |
| 33                                                    | Patricia Gleščič       | Eslovênia        | —      | 63.06 (15) |            |            |
| 34                                                    | Camilla Gjersem        | Noruega          | —      | 63.04 (16) |            |            |
| 35                                                    | Ksenia Bakusheva       | Bielorrússia     | —      | 61.60 (17) |            |            |
| 36                                                    | Eliška Březinová       | República Tcheca | —      | 60.43 (18) |            |            |
| 37                                                    | Daniela Stoeva         | Bulgária         | —      | 60.33 (19) |            |            |
| 38                                                    | Georgia Glastris       | Grécia           | —      | 58.85 (20) |            |            |
| 39                                                    | Sabina Măriuţă         | Romênia          | —      | 57.15 (21) |            |            |
| 40                                                    | Marina Seeh            | Sérvia           | —      | 52.24 (22) |            |            |
| 41                                                    | Mirna Libric           | Croácia          | —      | 50.70 (23) |            |            |

### Duplas
| Medalha de ouro                                       | Tatiana Volosozhar / Maxim Trankov        | Rússia           | 210.45 | 72.80 (1)  | 137.65 (1) |  |  |
| Medalha de prata                                      | Vera Bazarova / Yuri Larionov             | Rússia           | 193.79 | 66.89 (2)  | 126.90 (2) |  |  |
| Medalha de bronze                                     | Ksenia Stolbova / Fedor Klimov            | Rússia           | 171.81 | 58.66 (3)  | 113.15 (3) |  |  |
| 4                                                     | Stefania Berton / Ondřej Hotárek          | Itália           | 158.99 | 54.38 (4)  | 104.61 (4) |  |  |
| 5                                                     | Mari Vartmann / Aaron Van Cleave          | Alemanha         | 154.99 | 52.00 (7)  | 102.99 (5) |  |  |
| 6                                                     | Vanessa James / Morgan Ciprès             | França           | 151.93 | 51.81 (8)  | 100.12 (6) |  |  |
| 7                                                     | Maylin Hausch / Daniel Wende              | Alemanha         | 148.82 | 54.03 (5)  | 94.79 (7)  |  |  |
| 8                                                     | Daria Popova / Bruno Massot               | França           | 139.98 | 53.91 (6)  | 86.07 (9)  |  |  |
| 9                                                     | Stacey Kemp / David King                  | Reino Unido      | 138.39 | 45.75 (9)  | 92.64 (8)  |  |  |
| 10                                                    | Lubov Bakirova / Mikalai Kamianchuk       | Bielorrússia     | 122.25 | 39.06 (14) | 83.19 (10) |  |  |
| 11                                                    | Danielle Montalbano / Evgeni Krasnopolski | Israel           | 120.32 | 41.69 (12) | 78.63 (11) |  |  |
| 12                                                    | Carolina Gillespie / Luca Dematté         | Itália           | 120.11 | 42.75 (11) | 77.36 (12) |  |  |
| 13                                                    | Alexandra Herbrikova / Rudy Halmaert      | República Tcheca | 115.87 | 42.99 (10) | 72.88 (14) |  |  |
| 14                                                    | Anaïs Morand / Timothy Leemann            | Suíça            | 114.20 | 41.48 (13) | 72.72 (15) |  |  |
| 15                                                    | Stina Martini / Severin Kiefer            | Áustria          | 112.10 | 38.05 (15) | 74.05 (13) |  |  |
| 16                                                    | Sally Hoolin / James Hunt                 | Reino Unido      | 94.08  | 33.41 (16) | 60.67 (16) |  |  |
| Não avançaram para a patinação livre / programa longo |                                           |                  |        |            |            |  |  |
| 17                                                    | Elizabeta Makarova / Leri Kenchadze       | Bulgária         | —      | 32.80 (17) |            |  |  |
| 18                                                    | Maria Paliakova / Mikhail Fomichev        | Bielorrússia     | —      | 28.33 (18) |            |  |  |
| WD                                                    | Aliona Savchenko / Robin Szolkowy         | Alemanha         | —      | — (WD)     |            |  |  |

### Dança no gelo
| Medalha de ouro                     | Nathalie Péchalat / Fabian Bourzat       | França           | 164.18 | —          | 64.89 (2)  | 99.29 (1)  |
| Medalha de prata                    | Ekaterina Bobrova / Dmitri Soloviev      | Rússia           | 160.23 | —          | 65.06 (1)  | 95.17 (2)  |
| Medalha de bronze                   | Elena Ilinykh / Nikita Katsalapov        | Rússia           | 153.12 | —          | 59.49 (7)  | 93.63 (3)  |
| 4                                   | Anna Cappellini / Luca Lanotte           | Itália           | 153.09 | —          | 59.62 (6)  | 93.47 (4)  |
| 5                                   | Ekaterina Riazanova / Ilia Tkachenko     | Rússia           | 152.22 | —          | 61.34 (3)  | 90.88 (5)  |
| 6                                   | Penny Coomes / Nicholas Buckland         | Reino Unido      | 145.31 | —          | 59.78 (4)  | 85.53 (6)  |
| 7                                   | Pernelle Carron / Lloyd Jones            | França           | 142.27 | —          | 57.40 (8)  | 84.87 (7)  |
| 8                                   | Nelli Zhiganshina / Alexander Gazsi      | Alemanha         | 140.84 | —          | 56.79 (9)  | 84.05 (8)  |
| 9                                   | Isabella Tobias / Deividas Stagniūnas    | Lituânia         | 139.53 | —          | 59.66 (5)  | 79.87 (10) |
| 10                                  | Julia Zlobina / Alexei Sitnikov          | Azerbaijão       | 133.04 | 81.55 (1)  | 49.66 (11) | 83.38 (9)  |
| 11                                  | Charlène Guignard / Marco Fabbri         | Itália           | 129.46 | 74.34 (2)  | 52.45 (10) | 77.01 (11) |
| 12                                  | Tanja Kolbe / Stefano Caruso             | Alemanha         | 123.89 | 71.05 (6)  | 49.07 (13) | 74.82 (13) |
| 13                                  | Louise Walden / Owen Edwards             | Reino Unido      | 122.59 | 72.75 (4)  | 48.36 (14) | 74.23 (14) |
| 14                                  | Irina Shtork / Taavi Rand                | Estônia          | 121.09 | 69.21 (7)  | 44.97 (19) | 76.12 (12) |
| 15                                  | Siobhan Heekin-Canedy / Dmitri Dun       | Ucrânia          | 119.95 | 73.10 (3)  | 46.71 (16) | 73.24 (15) |
| 16                                  | Sara Hurtado / Adrià Díaz                | Espanha          | 117.26 | 72.07 (5)  | 49.35 (12) | 67.91 (17) |
| 17                                  | Zsuzsanna Nagy / Máté Fejes              | Hungria          | 114.40 | —          | 44.99 (18) | 69.41 (16) |
| 18                                  | Gabriela Kubová / Dmitri Kiselev         | República Tcheca | 113.51 | —          | 45.88 (17) | 67.63 (18) |
| 19                                  | Lucie Myslivečková / Neil Brown          | República Tcheca | 111.46 | 68.68 (8)  | 47.47 (15) | 63.99 (19) |
| 20                                  | Nadezhda Frolenkova / Mikhail Kasalo     | Ucrânia          | 104.74 | —          | 42.60 (20) | 62.14 (20) |
| Não avançaram para o programa curto |                                          |                  |        |            |            |            |
| 21                                  | Tiffany Zahorski / Alexis Miart          | França           | —      | 67.22 (9)  |            |            |
| 22                                  | Ramona Elsener / Florian Roost           | Suíça            | —      | 67.01 (10) |            |            |
| 23                                  | Dóra Turóczi / Balázs Major              | Hungria          | —      | 65.01 (11) |            |            |
| 24                                  | Barbora Silná / Juri Kurakin             | Áustria          | —      | 63.34 (12) |            |            |
| 25                                  | Henna Lindholm / Ossi Kanervo            | Finlândia        | —      | 63.26 (13) |            |            |
| 26                                  | Alisa Agafonova / Alper Uçar             | Turquia          | —      | 60.63 (14) |            |            |
| 27                                  | Alexandra Zvorygina / Maciej Bernadowski | Polônia          | —      | 58.94 (15) |            |            |
| 28                                  | Lesia Valadzenkava / Vitali Vakunov      | Bielorrússia     | —      | 57.97 (16) |            |            |
| 29                                  | Ekaterina Bugrov / Vasili Rogov          | Israel           | —      | 56.11 (17) |            |            |
| 30                                  | Ksenia Pecherkina / Aleksandrs Jakushin  | Letônia          | —      | 53.93 (18) |            |            |
| 31                                  | Alexandra Chistiakova / Dimitar Lichev   | Bulgária         | —      | 45.42 (19) |            |            |

## Quadro de medalhas
| Ordem | País      | Medalha de ouro | Medalha de prata | Medalha de bronze |    | Ordem por total |
| ----- | --------- | --------------- | ---------------- | ----------------- | -- | --------------- |
| 1     | Rússia    | 2               | 3                | 2                 | 7  | 1               |
| 2     | França    | 1               |                  | 1                 | 2  | 2               |
| 3     | Itália    | 1               |                  |                   | 1  | 3               |
| 4     | Finlândia |                 | 1                |                   | 1  | 3               |
| 5     | Geórgia   |                 |                  | 1                 | 1  | 3               |
| TOTAL | TOTAL     | 4               | 4                | 4                 | 12 | —               |